# Epirrhoe funerata
Epirrhoe funerata är en fjärilsart som beskrevs av Jacob Hübner 1796-1799. Epirrhoe funerata ingår i släktet Epirrhoe och familjen mätare. Inga underarter finns listade i Catalogue of Life.